# ریچارد تمپل
ریچارد تمپل (انگلیسی: Richard Temple, 1st Viscount Cobham; ۲۴ اکتبر ۱۶۷۵ – ۱۴ سپتامبر ۱۷۴۹) فرد نظامی اهل پادشاهی بریتانیای کبیر بود.